# 琉球ゴールデンキングス
琉球ゴールデンキングス（りゅうきゅうゴールデンキングス、英: Ryukyu Golden Kings）は、沖縄県沖縄市をホームタウンとするプロバスケットボールチーム。運営法人は沖縄バスケットボール株式会社。2007年に創設され、現在はB1リーグの西地区に所属している。

## 概要
沖縄県初のプロスポーツチーム。bjリーグ発足3シーズン目の2007-08シーズンより参戦し、2016-17シーズンからB.LEAGUEに所属。ホームタウンは沖縄市で、運営会社は沖縄バスケットボール株式会社。活動理念は「沖縄をもっと元気に！」。チーム名「琉球ゴールデンキングス」は、沖縄が琉球王国であった歴史に由来し、bjリーグの中でもキングのような存在になって欲しいという願いも込められている。なお、bjリーグではホームタウンの自治体名を公式の略称としていたため、琉球ではなく「沖縄」を用いていた。

### 経営面
bjリーグ時代では、1試合の平均観客動員数が1,500〜1,600人のbjリーグにおいて、平均観客動員数は3,000人を上回っていた。bjリーグ参入初年度2007-08シーズンの平均観客動員数は1,679人。2008-09シーズンのbjリーグ初優勝で平均観客動員数が拡大した。一方、設立当初から集客強化に向けた取り組みを進め、シーズンシートの積極的販売、ファンクラブの登録情報活用、独自のオンラインチケット販売、チケットレス入場などの施策を展開。bjリーグ中期以降は、常に満員御礼の状況で年間10万人を集め、スポンサー数は協賛を含めると約250社余。2007年のチーム創設から3年目以降、安定的な経営を続けている （2015-16シーズンのスポンサー収入は、2億4,000万円前後）。
2022年12月に発表した決算では、営業収入は19億7,358万円でリーグ2位、入場料収入は最多の7億7,957万円。2022-23シーズンでは、沖縄アリーナでのシーズンを通した本格的な試合運営への移行に伴い、1試合平均7,000人近い観客を集めている。また、観客における全体の6割を女性が占めている。前シーズンと比較しても観客数が約1.5倍になっているため、入場料収入もほぼ確実に10億円を突破。全体の売上が30億円弱へ達するとされている。
2023年11月に発表した決算では、営業収入が約23.7億円でB1リーグ3位、入場料収入は約10.1億円でB1リーグ1位となった。また、2022-23シーズンは、チャンピオンシップを含めたホーム公式戦全34試合の総観客数は238,176人。Bリーグ7年間で営業収入が約3倍、入場料収入は約4.4倍に成長している。将来的な売上目標として、50億円の目標を掲げており、在日米軍やアジア市場を含めた海外向けプロモーションの強化など、様々な取り組みを進めている。

### チームカラー
- シャンパンゴールド   スチールブルー   パールレッド

チームロゴは琉球王朝の文化の一つ・風水で縁起の良いとされている龍頭をモチーフとしており、 シャンパンゴールド（金箔）、スチールブルー（南方独特の藍）、パールレッド（鮮明な朱）が使用されている。

### チアダンスチーム
- キングスダンサーズ

### ユニフォーム

#### ユニフォームサプライヤー
- 2007年 - 2008年：OZAKI
- 2008年 - 2013年：DESCENTE
- 2013年 - 2014年：Champion
- 2014年 - 現在：ドーム（アンダーアーマー）[12]

アンダーアーマーとは、2014-15シーズンから10年間（2023-24シーズンまで）、総額3〜5億円規模のパートナーシップ契約を締結している。

#### ユニフォームスポンサー
- 全保連[14]（胸）
- ユーグレナ（左胸）
- プロトコーポレーション（背番号上）
- 沖縄ファミリーマート (背番号下)
- 琉球銀行（左パンツ）
- 琉球新報（右パンツ）
- アメリカンエンジニア（パンツ）

#### トレーニングウェアスポンサー
- 琉球銀行（胸）
- 沖縄タイムス（胸）
- 沖縄製粉（左袖）
- 沖縄特産品本舗（背中下部）

### 歴代ユニフォーム
| HOME      | HOME      | HOME      | HOME      | HOME      |
| --------- | --------- | --------- | --------- | --------- |
| 2016 - 19 | 2019 - 20 | 2020 - 21 | 2021 - 22 | 2022 - 23 |
| 2023 - 24 | 2024 - 25 |           |           |           |
|           |           |           |           |           |

| AWAY      | AWAY      | AWAY      | AWAY      | AWAY      |
| --------- | --------- | --------- | --------- | --------- |
| 2016 - 19 | 2019 - 20 | 2020 - 21 | 2021 - 22 | 2022 - 23 |
| 2023 - 24 | 2024 - 25 |           |           |           |
|           |           |           |           |           |

| Other                                           | Other                      | Other                      | Other         | Other                                      |
| ----------------------------------------------- | -------------------------- | -------------------------- | ------------- | ------------------------------------------ |
| 2017 - 19 3rd                                   | 2020 - 21 3rd              | 2021 - 22 3rd              | 2022 - 23 3rd | 2022 - 24 4th 2024 - 25 5th ゴーディーデー |
| 2022 - 23 5th 2007 - 08 クラシック エディション | 2023 - 25 3rd NAVY EDITION | 2024 - 25 4th GOLD EDITION |               |                                            |
|                                                 |                            |                            |               |                                            |

### マスコットキャラクター
- ゴーディー

2015年10月5日に、契約という形で登場したバスケットボールの妖精。2007年11月3日生まれでアメリカ生まれ、沖縄育ち。身長は205cm、体重98kg。容姿は、いわゆるぽっちゃり体型で、頭の上にはキングスの象徴である王冠を載せている。好きな食べ物はタコライス。初登場時に球団を通じて「キングスの一員になれることをうれしく思う。全く経験もない僕との契約に踏み切ってくれたことに感謝する」とコメントした。一方、球団は「少しとぼけた表情だが、かめばかむほど味が出る存在。新しい風を吹き込むことを期待する」と獲得の経緯を説明した。

### チームの特徴
「バスケットボールの本当の楽しさを知ってほしい」というチームの方針から、走るバスケを展開している。初年度ヘッドコーチであったヘルナンド・プラネルズは、この方針のもとチーム作りを行ったが、走り負けてしまう事が多く、低い得点力も相まって、西地区最下位に沈んだ。その後、2008-09シーズンは3ポイントの上手いマクヘンリーや、大阪時代に走るバスケで3連覇を達成したニュートンが加入し、得点力向上に成功している。

### ホームゲーム

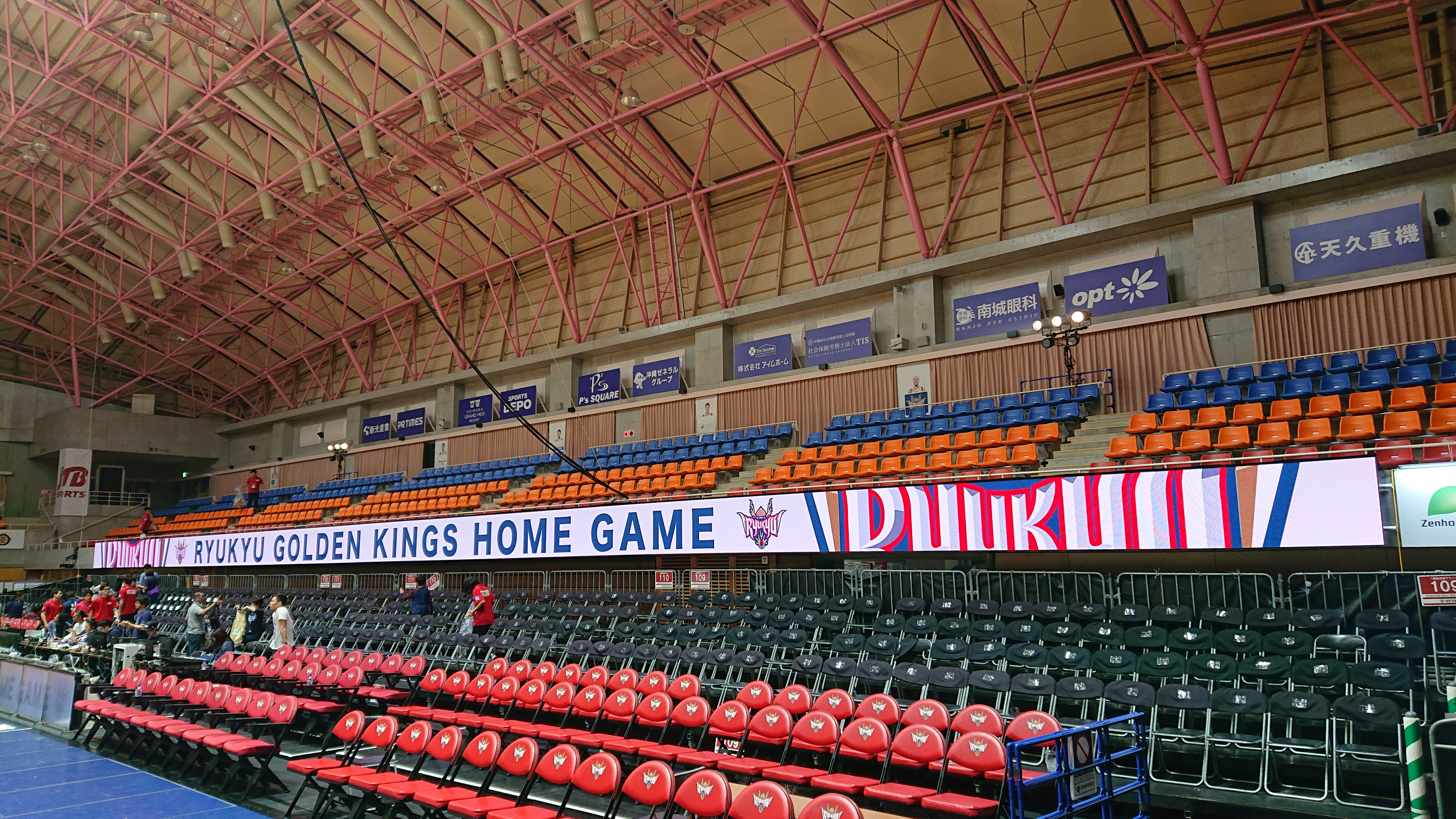
沖縄市体育館での2階観客席の大型ビジョン

2021-22シーズン以降、メインアリーナは沖縄アリーナ(2024-25シーズン途中より命名権を導入し、「沖縄サントリーアリーナ」の愛称を使用している。)で、ホームゲームの全試合を開催している。かつては、沖縄市体育館をメインアリーナとしていた。ホームゲーム会場は、劇場化かつエンターテイメント化されており、クラブテイストの沖縄民謡をバックに、ライブ空間のような演出を織り交ぜているのが特徴。スコアボード、コートサイドのイス席は全てアメリカから輸入したものである。ヘッドコーチやスタッフは、チーム特製のかりゆしウェアを着用している。この特製かりゆしウェアは、ネット通販でも購入が可能。
bjリーグ 2011-2012シーズンからは、年に1回、石垣市総合運動公園体育館 にてホームゲームの開催を実施。八重山諸島での初のプロスポーツ公式戦開催である。
B.LEAGUE 2016-2017シーズンは、沖縄市体育館をメインに、宜野湾市立体育館でもホームゲームを行った。同シーズンから、2階観客席に約40メートルの大型ビジョンを設置している。

#### 開催アリーナ

##### B.LEAGUE
| ホームアリーナ               | 16-17  | 17-18  | 18-19  | 19-20  | 20-21  | 21-22  | 22-23 | 23-24 | 24-25 | 25-26 |
| ---------------------------- | ------ | ------ | ------ | ------ | ------ | ------ | ----- | ----- | ----- | ----- |
| 沖縄アリーナ(メインアリーナ) | 竣工前 | 竣工前 | 竣工前 | 竣工前 | 5(7)   | 28(30) | 30    | 30    | 30    | 30    |
| 沖縄市体育館                 | 28     | 26     | 28     | 19(28) | 21(23) | -      | -     | -     | -     | -     |
| 宜野湾市立体育館             | 2      | 2      | 2      | -      | -      | -      | -     | -     | -     | -     |
| 石垣市総合体育館             | -      | 2      | -      | -      | -      | -      | -     | -     | -     | -     |
| 豊見城市民体育館             | -      | -      | -      | 2      | -      | -      | -     | -     | -     | -     |
| ホーム試合数計               | 30     | 30     | 30     | 21(30) | 26(30) | 28(30) | 30    | 30    | 30    | 30    |
| 括弧内は開催予定だった試合数 |        |        |        |        |        |        |       |       |       |       |
| 1. 2. 3.                     |        |        |        |        |        |        |       |       |       |       |

括弧内は開催予定だった試合数

### アリーナ建設
2016年9月15日、沖縄県沖縄市は「（仮称）沖縄市多目的アリーナ施設等整備全体計画調査業務報告書」を公表。市内のコザ運動公園内に、1万人規模のアリーナ施設の建設を進める。2016年度中に実施設計を終え、17年末に本体工事に着工し、2020年度にオープンする予定。アリーナ施設は、多目的に利用できる土間床をベースとし、貴賓ルームやレストランスペースなどを完備。5階建ての鉄筋コンクリート造りで、床面積は約2万6,200平方メートル。サブアリーナや駐車場を含めた敷地面積は約22万9,500平方メートルとなる。
2018年9月25日、「（仮称）沖縄市多目的アリーナ」の建設工事が、沖縄市コザ運動公園内の建設予定地にて起工。施設は、米軍再編事業の進展に応じて支給される「再編推進事業補助金」などを活用する。延べ床面積は約2万7,000平方メートルで、6階建て。メインアリーナとサブアリーナ、多目的室を設け、2020年9月の工事完了を目指している。天候に左右されない沖縄県内初の「全天候型大規模アリーナ」として、スポーツやコンサートなどのエンターテインメント事業の開催を見込む。2023年には、フィリピン・インドネシアとの共催で開催されるFIBAワールドカップの会場となった。

### メディア
地元メディアによるホームゲームの放送が行われている。2010-11シーズン途中の2011年2月12日以降、ラジオ沖縄にて「KINGS COURTSIDE LIVE（キングス・コートサイドライブ）」の番組名で、ホームゲームの生中継を開始。テレビ放送においては、沖縄テレビにて「Kings on TV」、琉球放送では「KINGS ON AIR」の番組名で、デーゲームでの生中継やハイライトを含めた録画放送を行っている。

### 地元とのコラボレーション

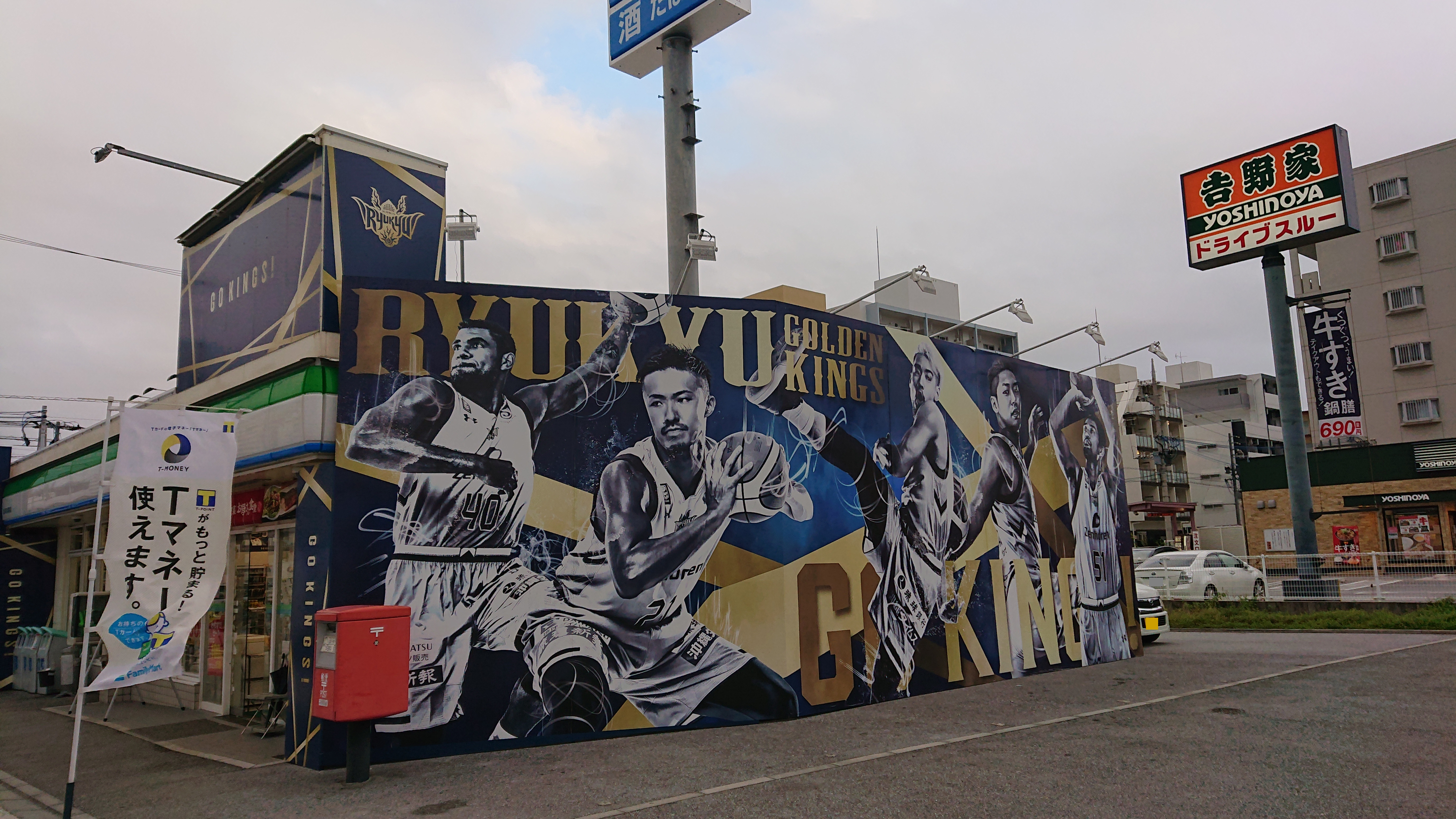
沖縄ファミリーマート北谷町役場前店
2019年2月時点

- 沖縄ファミリーマートとのコラボでは、那覇市おもろまち二丁目店、北谷町役場前店の外装に、チーム仕様のラッピングが施されている。店内では試合会場のBGMも流れ、コラボグッズ販売がされている。2017年6月10日には、アメリカンビレッジにオフィシャルグッズショップ『キングスクローゼット』がオープンした[26]。その後、2021年4月11日、沖縄アリーナのビルディングゾーンに『沖縄アリーナショップ』をオープン[27]。これに伴い『キングスクローゼット』は同年6月16日をもって閉店した[28]。
- 『キングス×沖縄市 ホームタウン ドリームプロジェクト』の一環として、学研ホールディングスのグループ会社である 株式会社学研教育みらい や沖縄市、沖縄市教育委員会などの協力のもと、選手やマスコットのゴーディーが登場し、選手メッセージも掲載されている『琉球ゴールデンキングス ドリーム スタディドリル』を制作し、沖縄市内の小学校に通う小学三年生全員へ贈呈した[29]。

## 歴史

### bjリーグ参戦まで
沖縄県は、戦後アメリカが統治していたこともあってアメリカ文化の影響を強く受けており、バスケットボールが盛んである。bjリーグ発足後、沖縄でもプロチーム結成の機運が高まり、東京のスポーツビジネス関連会社スポーツ・イノベーション株式会社が中心となって運営会社の「沖縄バスケットボール株式会社」が設立された。bjリーグ2007-2008シーズンへ向けた参入を申請し、2006年10月5日にbjリーグ参戦が決定した。
チーム名は一般公募を経て「沖縄アイランダーズ」、「琉球キングス」、「沖縄ティーダーズ」の3案に絞り込んだ後、インターネット投票で12月1日に「琉球キングス」に決定した。
2007年1月27日、bjリーグ参入を記念し、沖縄バスケットボールとbjリーグの共催で宜野湾市にて第1回オールスターゲームを開催。同日、「琉球キングス」とファーストチームカラーに採用した「ゴールド」を組み合わせた正式チーム名「琉球ゴールデンキングス」を発表した。

### bjリーグ

#### 2007-08シーズン
初代ヘッドコーチ（HC）にはヘルナンド・プラネルズが就任。沖縄県内でプレ・トライアウトを実施し、合同トライアウト、ドラフトで、澤岻直人、ブライアン・シンプソンを獲得。外国人フォワードや、日本人は沖縄出身の選手多く獲得し、戦力を整えた。背番号については看板選手である澤岻の番号を一般公募により決定した。
開幕カードの大分第2戦で初勝利を記録。次節の埼玉第1戦に勝利して2連勝を記録したが、次戦より9連敗を喫した。富山に全勝し、大阪、新潟のホームゲームで勝利するなど、アウェイでは5勝を挙げたが、10勝34敗で西地区5位（最下位）に沈んだ。

#### 2008-09シーズン
プラネルズを解任し、前大分HCの桶谷大を招聘した。選手は吉田平などが退団したが、ドラフトでレラカムイ北海道の菅原洋介を指名し、大分の青木勇人を獲得するなど補強を行った。また、個人技頼みだったチームスタイルに規律を入れる修正も進めた。
シーズン序盤は、前年王者の大阪にアウェイで連勝するなど開幕9連勝を記録、以後も快進撃を続け、西地区1位でプレイオフに進出する。プレイオフ・カンファレンスセミファイナルでは福岡に勝利し、有明コロシアムでのファイナル4初出場が決定。カンファレンスファイナルでは大阪の4連覇を阻む。ファイナルは東京に89-82で勝利し、初優勝を決めた。ジェフ・ニュートンがレギュラー・プレイオフ両方のMVPを受賞した。

#### 2009-10シーズン
桶谷体制の2季目。澤岻直人や友利健哉らが退団。大分から与那嶺翼、高松からジョージ・リーチらが新加入した。
開幕戦を落としたが、その後9連勝を記録し、序盤から中盤にかけて首位を守った。金城茂之やニュートンらが怪我で戦線離脱した後、富山のケビン・スティンバージやアーリーチャレンジで小淵雅を獲得したが、大阪に逆転を許し、レギュラーシーズンは西地区2位。プレイオフ・カンファレンスセミファイナルの福岡戦に勝利してファイナル4に進出したが、カンファレンスファイナルでは大阪に敗れてリーグ2連覇を絶たれる。3位決定戦で新潟に勝利し、3位でシーズンを終えた。

#### 2010-11シーズン
桶谷体制の3季目。新潟の小菅直人らを補強して開幕を迎える。開幕カードは高松をホームに迎えて1勝1敗。その後、主力に故障が相次いだため、前大阪のデイビッド・パルマーを補強した。レギュラーシーズンは2シーズンぶりに西地区1位となる。プレーオフ・カンファレンスセミファイナルで滋賀に2連勝し、ファイナル4に進出。カンファレンスファイナルでは大阪に勝利、ファイナルでは浜松・東三河に敗れ、準優勝でシーズンを終えた。

#### 2011-12シーズン
桶谷体制の4季目。並里成、山内盛久、ジャーフロー・ラーカイが加入した。石垣市で、離島では初開催の公式戦を開催する。レギュラーシーズンは2年連続西地区1位（リーグ全体1位）。シーズンアワードとして、3P成功率1位（50%）にデイビッド・パルマーが、ベストブースター賞に琉球ブースターが選出される。プレイオフ・カンファレンスセミファイナルは2年連続で滋賀に2連勝し、ファイナルズ（2011-12シーズンよりファイナルズに改名）に進出。カンファレンスファイナルでは京都に勝利、ファイナルでは前年王者浜松に勝利して3シーズンぶりの優勝。プレーオフMVPにアンソニー・マクヘンリーが選ばれた。
このシーズンをもって桶谷は勇退した。

#### 2012-13シーズン
新HCに前宮崎HCの遠山向人が就任した。開幕からリーグタイ記録となる15連勝を記録後、福岡に敗れ記録更新はならなかった。42勝をあげて西地区1位でプレイオフ・カンファレンスセミファイナルに進出し、5位の京都と対戦したが、1勝1敗で迎えた第3戦を14-19で落とし、5シーズンぶりにファイナルズ前の敗退が決定。遠山は1シーズンで退任した。

#### 2013-14シーズン

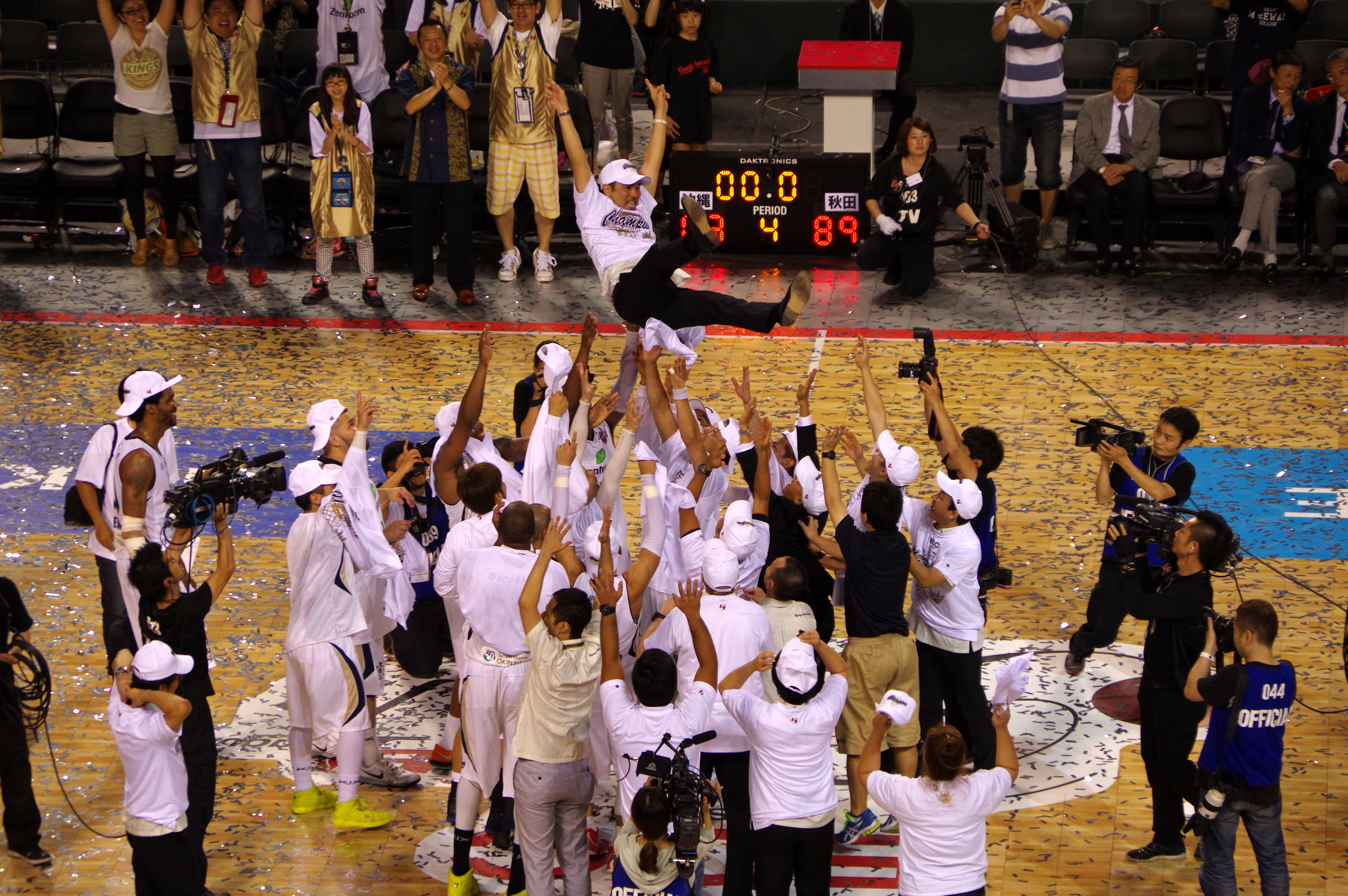
bjリーグ 2013-2014シーズン プレイオフ ファイナルズ

前シーズンまでアシスタントコーチ（AC）を務めていた伊佐勉が新HCに就任。ホームゲーム26戦で24勝を記録し、3月23日に早々と4シーズン連続の西地区1位が決定。前シーズンを上回る43勝をあげ、2位には9.0ゲーム差をつけた。カンファレンスセミファイナルで浜松に2連勝し、2シーズンぶりのファイナルズ進出が決定。カンファレンスファイナルで京都を、ファイナルで秋田を降して2季ぶり3度目の優勝を達成した。

#### 2014-15シーズン
伊佐体制2季目。元日本代表の大宮宏正が加入。シーズン途中の2015年1月にアーリーエントリーで津山尚大が加入。シーズン序盤より京都、浜松と首位争いを演じ、琉球はシーズン42勝を記録したが、京都が44勝を記録したため、5季ぶりにレギュラーシーズンカンファレンス1位を逃し、西地区2位でプレイオフに進出した。プレイオフ・ファーストラウンドでは7位の大分に苦戦し、1勝1敗となった後の決定戦を勝利してセミファイナルに進出。セミファイナルでは3位の浜松と対戦したが、ホーム開催のプレイオフで初の2連敗を喫して敗退が決定した。

#### 2015-16シーズン

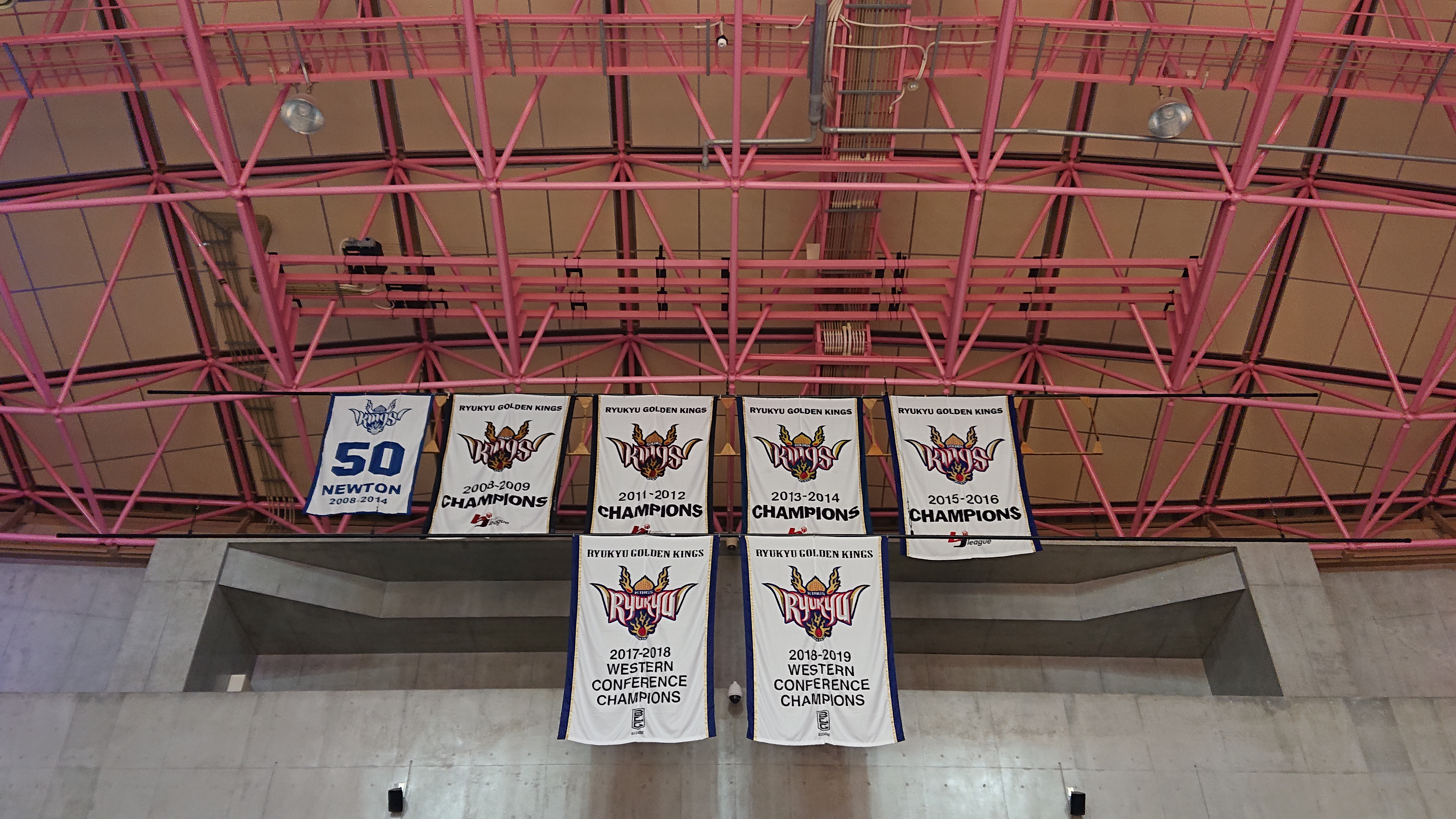
bjリーグ時代の優勝フラッグ、Bリーグ地区優勝フラッグとジェフ・ニュートンの永久欠番

伊佐体制3季目。前アイシン主将の喜多川修平が新加入。2015年10月、2014年に引退していたジェフ・ニュートンの背番号「50」を永久欠番にすることを決定し、11月8日に沖縄市体育館で行われた福岡戦にニュートンを招きセレモニーを行った。このシーズンも首位京都と1.0ゲーム差で、2シーズン連続の西地区2位となる。プレイオフでは、ファーストラウンドで7位の金沢、セミファイナルで6位の大阪を降し、2シーズンぶりにファイナルズ進出が決定。カンファレンスファイナルは、レギュラーシーズン対戦成績1勝3敗の京都に87-56で大勝、bjリーグラストゲームとなったファイナルでは富山に86-74で勝利し、bjリーグ全チーム最多となる4回目の優勝を達成した。

### B.LEAGUE

#### 2016-17シーズン（B1 西地区）
シーズンテーマ ：「BE STRONGER」
伊佐体制4季目。B.LEAGUE発足に伴い、略称を「琉球」へ変更し、琉球バージョンのチームロゴを発表した。波多野和也やラモント・ハミルトンらを獲得。「人とボールが動き続けるバスケ」の実現を進めた。
9月22日と23日に、代々木第一体育館で東地区のA東京とB.LEAGUE開幕戦を行い、第1戦は75-80、第2戦は53-74で2連敗を喫した。翌週の10月1日に沖縄市体育館にて滋賀とホーム開幕戦を行い、59-56でB.LEAGUE初勝利を記録。翌日も77-49で勝利し、2連勝を飾った。10月25日、シーズン開幕前に加入したモー・チャーロとの契約を解除。11月7日にレイショーン・テリーと契約した。レギュラーシーズンの成績は29勝31敗で西地区2位。ホーム最終戦の大阪戦で勝利したことにより逆転でチャンピオンシップ出場が決定した。クオーターファイナルは同地区1位の三河に2連敗で敗退が決定した。
シーズン終了をもって伊佐HCが退任。マクヘンリー、山内盛久、新城真司、大宮宏正、喜多川修平、波多野和也、ハミルトン、レイショーン・テリーが退団した。

#### 2017-18シーズン（B1 西地区）
シーズンテーマ ：「熱く、激しく、」
日本代表ACの佐々宜央が新HC就任。沖縄でのプレーオフ開催を目標に掲げ、リバウンドからの速攻を含めた「ディフェンスの強化」に時間を費やした。選手の補強では、前名古屋Dキャプテンの石崎巧 、A東京の二ノ宮康平、渋谷のアイラ・ブラウン、栃木の須田侑太郎、B.LEAGUEプレーオフ 2017ファイナルMVPの古川孝敏、千葉のヒルトン・アームストロング、ロードアイランド大学の4年次のハッサン・マーティン を獲得した。
8月26日から沖縄市体育館で開催した富山とのプレシーズンゲームは1勝1敗。その後、9月1日から3日まで大阪府立体育会館で行われた「B.LEAGUE 関西アーリーカップ2017」は西宮、滋賀に勝利して優勝した。
ホームでのシーズン開幕戦で渋谷と対戦し、2戦目にシーズン初勝利を記録。なお、第1戦目開催時点で沖縄市体育館の通算入場者数が10万人に到達した。リーグ戦中断期間までにリーグ全体3位の21勝7敗を記録。第12節の西宮戦で11連勝を達成した。リーグ再開後、7試合を残してB1西地区優勝が決定。地区優勝はbjリーグ2015-16シーズン以来でBリーグ参入初。
チャンピオンシップでは、クォーターファイナルで名古屋Dとホームで対戦し、1勝1敗ののち第3戦を制してセミファイナル進出が決定。セミファイナルはアウェイで千葉に連敗し、敗退が決定した。佐々HCはセミファイナル敗退後の記者会見で、ターンオーバーの数とその質が勝敗を分けたと分析した。

#### 2018-19シーズン（B1 西地区）
シーズンテーマ ：「勝気」

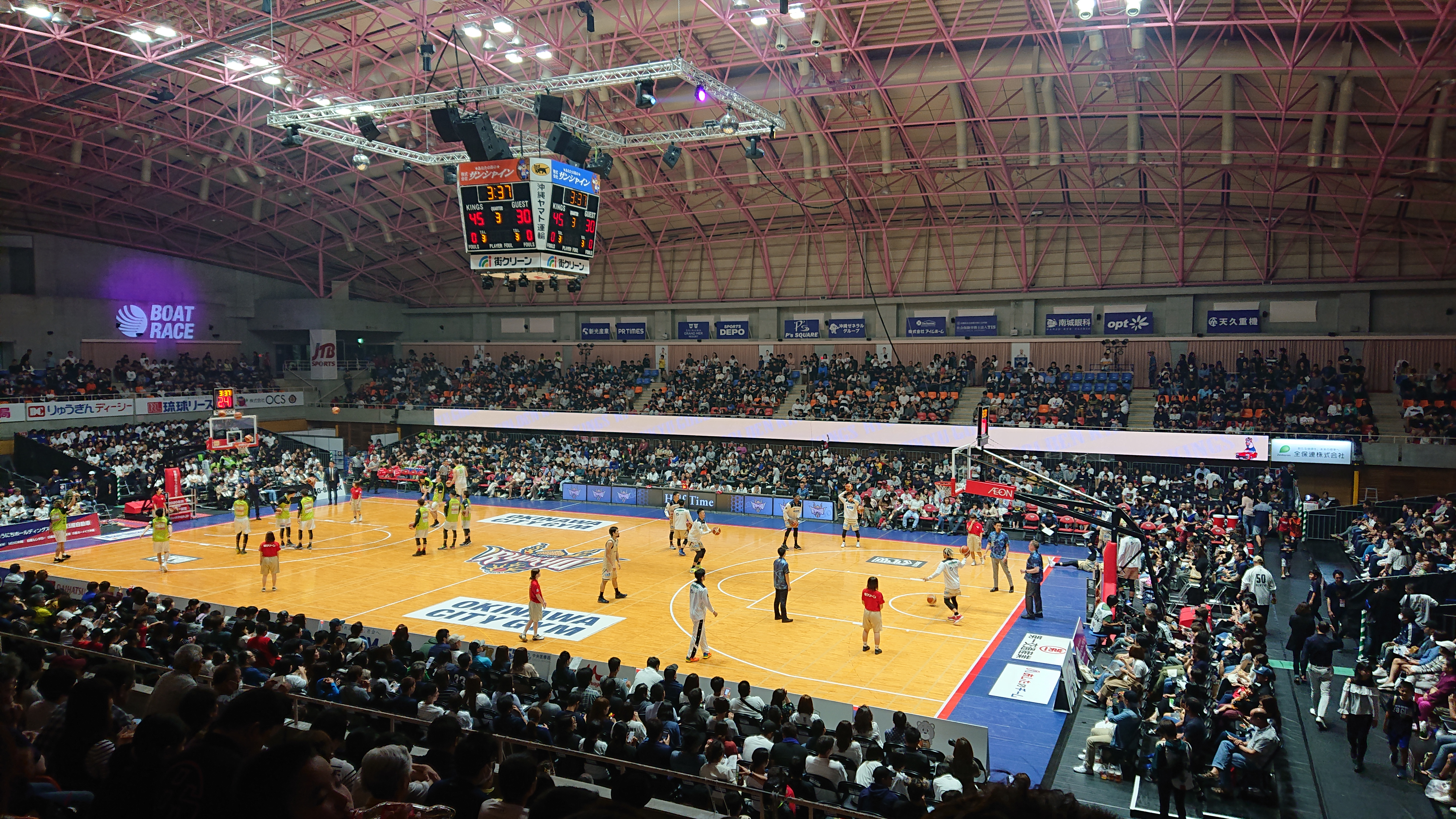
第25節 ホームでの北海道戦

佐々体制2年目。シーズン前に津山尚大、渡辺竜之佑、ヒルトン・アームストロング、ハッサン・マーティン、二ノ宮康平が退団。並里成が3シーズン振りに復帰し、ジョシュ・スコット、橋本竜馬、寒竹隼人、ジェフ・エアーズ が新加入した。
リーグ前半からA東京に勝ち越すなど地区首位を維持していたが、須田、ブラウン、スコット が故障したため、2019年1月4日にアマンゼ・エゲケゼを補強。ケビン・ジョーンズ、スコット・モリソンが途中加入。4月7日、ホームで京都に67-52で勝利し、2年連続の西地区優勝が決定。

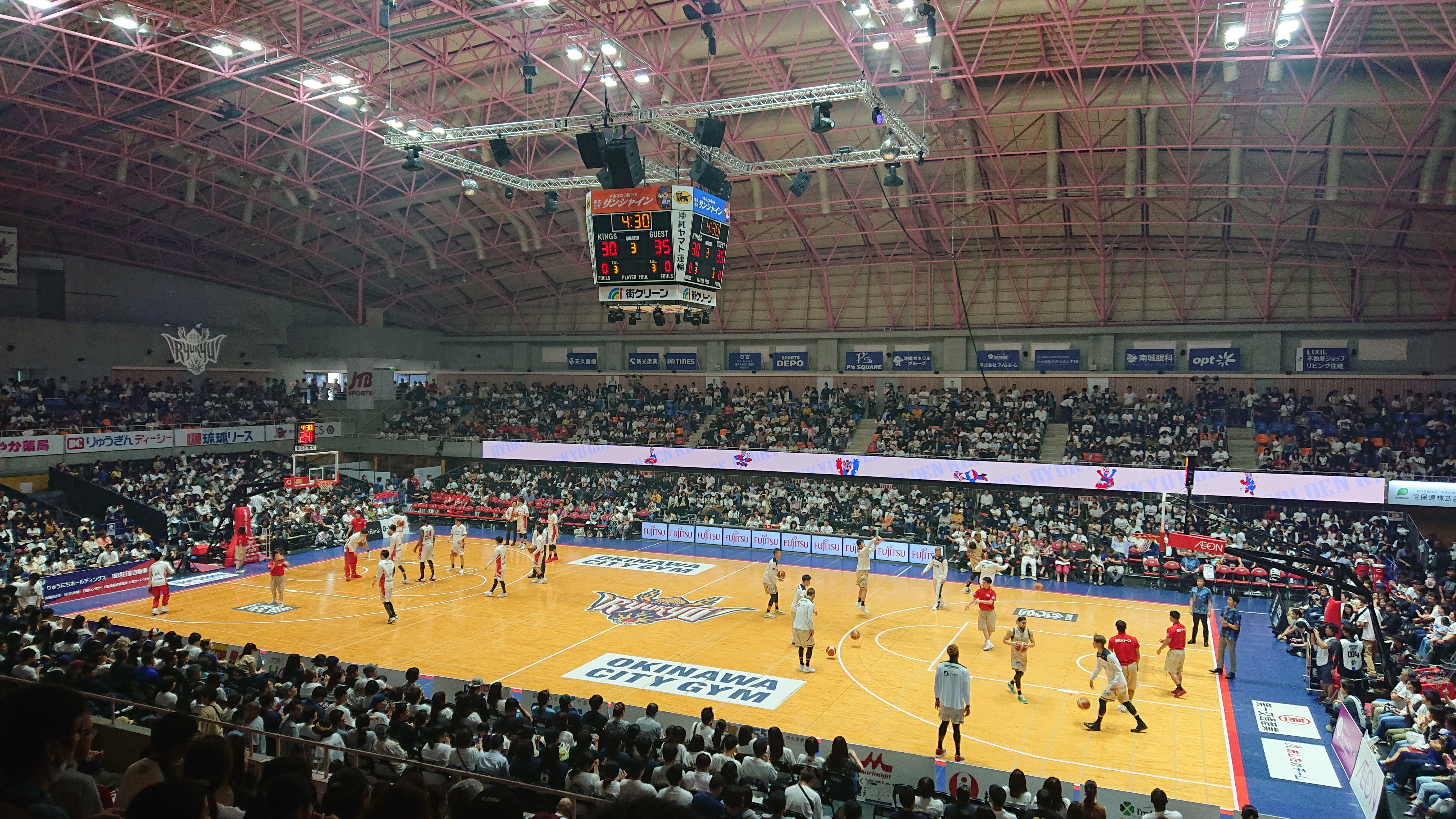
Bリーグチャンピオンシップ 2018 - 2019 第二戦 対名古屋D

チャンピオンシップクォーターファイナルは、シーズン5勝1敗の名古屋Dと対戦し、2勝1敗で2年連続のセミファイナル進出が決定。セミファイナルは、シーズン3勝1敗の東地区3位（ワイルドカード）A東京と対戦し、1勝2敗で敗退した。

#### 2019-20シーズン（B1 西地区）
佐々体制3年目。須田侑太郎古川孝敏、橋本竜馬、アイラ・ブラウン が退団し、福田真生、長谷川智伸、満原優樹、小野寺祥太、デモン・ブルックス、ジャック・クーリー が加入した。
開幕後にジョシュ・スコットが故障で退団し、ユージーン・フェルプスを補強。12月に佐々HCが心身の疲労により退任し、ACの藤田弘輝がHCに就任した。この他、ナナーダニエル弾、牧隼利が特別指定選手として加入した。前半30試合は20勝10敗で西地区2位。3月20日より新型コロナウイルス感染拡大の影響でシーズンが中断、その後打ち切りが決定。この結果、琉球の西地区1位が確定し、3シーズン連続の地区優勝が決定した。

#### 2020-21シーズン（B1 西地区）
藤田体制の2季目。2位の大阪に6ゲーム差をつけて4シーズン連続の西地区優勝を達成。チャンピオンシップ・クォーターファイナルは東地区4位の富山を2勝1敗で下し、セミファイナルに進出。セミファイナルは東地区2位の千葉と対戦したが1勝2敗で敗退。シーズン終了をもって藤田HCが退任。
2021年9月、同シーズンに引退を発表した金城茂之の背番号「6」を、永久欠番とすることを発表した。

#### 2021-22シーズン（B1 西地区）
桶谷大が10シーズンぶりにHCに復帰。コー・フリッピン、渡邉飛勇らが新加入した。11月から3月にかてB1新記録の20連勝を記録した。49勝7敗で5シーズン連続の西地区優勝を達成。
5月13日から行われたチャンピオンシップ(CS)・クォーターファイナルでは秋田と対戦。第1戦を74-60、第2戦を77-56で勝利し、3度目のCS・セミファイナル進出を決めた。
チャンピオンシップ・セミファイナルでは島根と対戦。第1戦はスタートダッシュに失敗し、一時21点のビハインドを背負うも、第4Qに岸本隆一の10得点を含む32得点を挙げ逆転勝利を収めた。翌日に行われた第2戦は終始クロスゲームだったが、ドウェイン・エバンスがブザービーターショットを決め、クラブとして初のファイナル進出を決めた。
ファイナルでは宇都宮に2連敗し、シーズン準優勝に終わる。
シーズン終了後、ドウェイン・エバンズがレギュラーシーズンベストファイブに選出される。

#### 2022-23シーズン（B1 西地区）
2022年6月1日、愛知県名古屋市に本社を置く中古車情報誌・関連事業を主とするプロトコーポレーションの完全子会社・プロトソリューション（本社・宜野湾市）がチームの運営会社の株式を取得し、経営に参画することになった。これにより、クラブ創設時より社長を務めた木村達郎は6月30日を以て退任することになり、後任にプロトコーポレーション常務取締役の白木享が社長に就任することになった。
シーズンでは、48勝12敗で島根スサノオマジックと同率ながら、直接対決の得失点差で上回り西地区優勝。チャンピオンシップはクォーターファイナルで名古屋ダイヤモンドドルフィンズ、セミファイナルで横浜ビー・コルセアーズにいずれも2勝0敗でファイナル進出を決めた。チャンピオンシップファイナルでは、千葉ジェッツに第1戦を2回の延長の末勝利。2戦目も、リバウンドを含めたゴール下の強さを発揮しながら得点を重ねて勝利。西地区のチームとしては初となるBリーグ優勝を果たした。また旧bjリーグ出身チームが優勝するのも初めてとなる。なお、チャンピオンシップファイナルの第2戦、会場の横浜アリーナの観客数1万3657人のうち、沖縄から駆けつけたブースターの数は2190人にのぼった。
2023年8月、同シーズンに引退を発表したアンソニー・マクヘンリーが、キングス在籍時に着用していた背番号「5」を永久欠番とすることを発表。併せて、2023-24シーズンのアシスタントコーチ契約も発表した。

#### 2023-24シーズン（B1 西地区）
開幕時から、ジャック・クーリーをはじめとする主力の離脱時期が多く、さらに天皇杯とEASLの参戦に伴う過密日程によるコンディション調整の課題などが起きていた。そのため、シーズンを通して安定した戦い方が確立できなかった。シーズンでは、名古屋ダイヤモンドドルフィンズと41勝19敗で勝率は.683と同率ながらも、惜しくも西地区2位となった。チャンピオンシップはクォーターファイナルで東地区2位のA東京、セミファイナルで千葉にいずれも第3戦にもつれ込み、2勝1敗で3年連続のファイナル進出を決めた。一方、チャンピオンシップにおける6大会連続でのセミファイナル進出は、リーグ最長記録となった。
ファイナルでは、西地区3位の広島との対戦となった。第1戦は74-62で勝利。続く第2戦では、第2Q終了時点で34-30と琉球がリードするも、後半は広島のプレーに圧倒されてしまい、63-72と敗戦。1日開けての第3戦は、開始当初から広島に圧倒され、50-62と連敗し、惜しくもリーグ連覇はならなかった。

#### 2024-25シーズン（B1 西地区）
田代直希、牧隼利、今村佳太、アレン・ダーラム、渡邉飛勇が退団。一方、伊藤達哉、ケヴェ・アルマが加入。また、かつて監督を務めた佐々宜央が、アソシエイトヘッドコーチとして復帰。契約選手は11人であり、リーグ全体においては少数規模の体制になった。開幕前には、イタリア遠征を実施。9月7日、8日にイタリアのシチリア島で開かれる国際トーナメントに参加した。
昨シーズン同様に、リーグ戦、天皇杯、EASLを並行して戦う過密日程になった。シーズンを通して、若手を含め積極的に選手起用を行い、選手の強みを活かしたチーム作りを推進。堅守速攻のスタイルを高め、序盤から安定した戦いを展開していった。10月には、横浜エクセレンスから平良彰吾が期限付き移籍で加入した。EASLは準決勝で敗退。天皇杯では3年連続で決勝に進み、初優勝を決めた。また、リーグ戦では2シーズンぶりに西地区優勝を決めた。だが、シーズン終盤で、チームの柱である岸本隆一がケガで離脱。チャンピオンシップは、岸本不在の中で挑むことになった。
チャンピオンシップは、4シーズン連続でリーグファイナルへ駒を進め、宇都宮との対決になった。第1戦は宇都宮が勝利、第2戦は琉球が勝利し、1勝1敗の対戦成績となった。最終戦では、前半を40-28で琉球リードの中で折り返すが、後半からは僅差のスコア展開に。さらに試合残り約1分で、宇都宮のD・J・ニュービル、比江島慎に連続で決められる形で逆転。接戦の末に73-71で敗れ、2シーズンぶりの優勝とならなかった。シーズン後に行われたB.LEAGUE AWARD SHOW 2024-25では、ヴィック・ローがレギュラーシーズンベストファイブ、脇真大が新人賞に選ばれた。

## 成績

### B.LEAGUE

#### その他チーム表彰

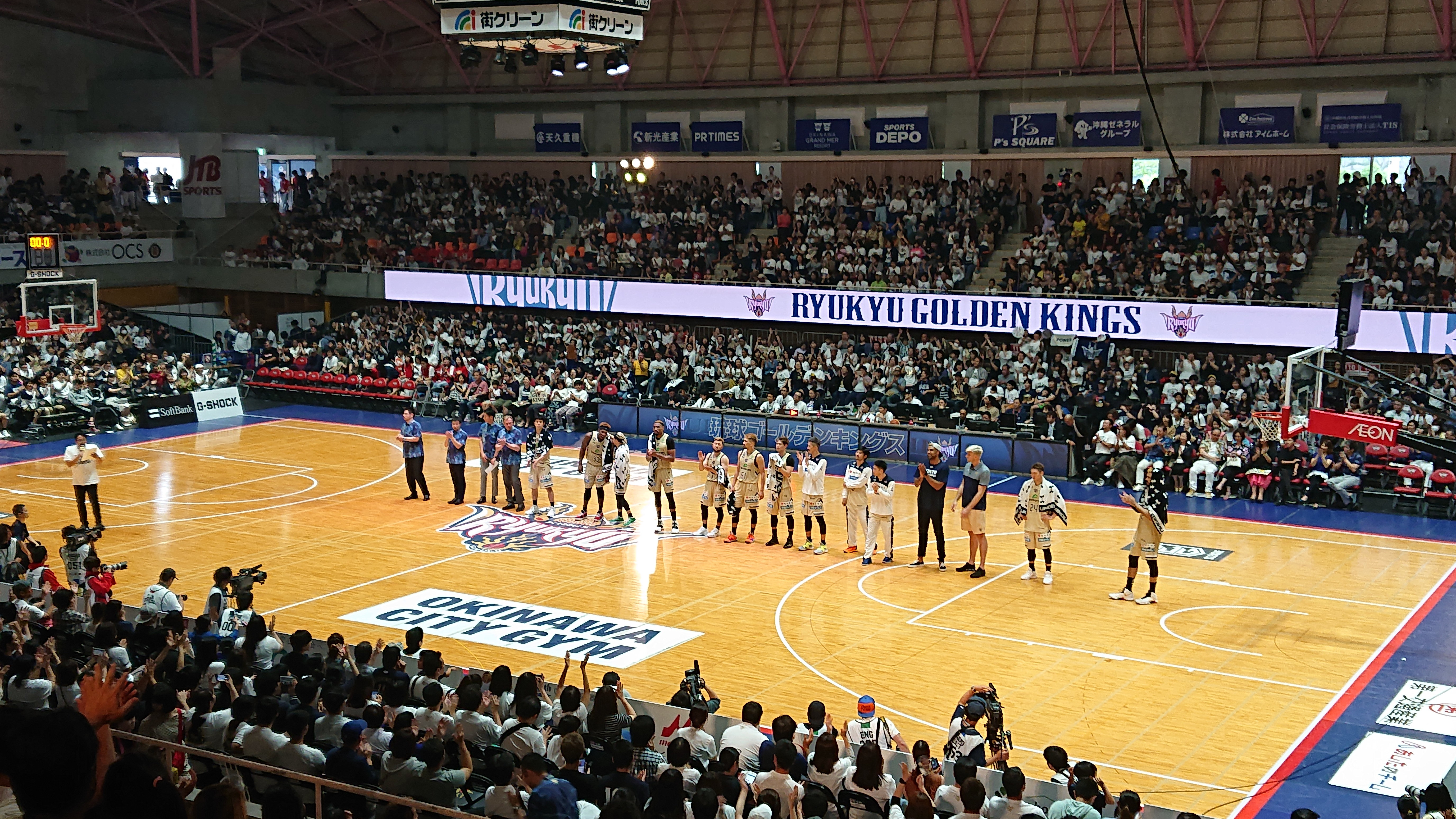
Bリーグチャンピオンシップ 2018 - 2019 第二戦 対名古屋D戦後での挨拶

- ホスピタリティNO.1クラブ（2016-17)
- BREAK THE BORDER賞　(2020-21)
- ソーシャルメディア最優秀クラブ(21-22)
- 入場者数No.1クラブ(22-23、23-24)

### 過去のリーグ戦

#### bjリーグ
| 年度    | レギュラーシーズン | レギュラーシーズン | レギュラーシーズン | レギュラーシーズン | レギュラーシーズン | レギュラーシーズン | レギュラーシーズン | レギュラーシーズン | 最終結果 | HC                     | 備考                      |
| 年度    | 勝                 | 敗                 | 勝率               | ゲーム差           | 得点               | 失点               | 得失点差           | 順位               | 最終結果 | HC                     | 備考                      |
| ------- | ------------------ | ------------------ | ------------------ | ------------------ | ------------------ | ------------------ | ------------------ | ------------------ | -------- | ---------------------- | ------------------------- |
| 2007-08 | 10                 | 34                 | .227               | 10.0(6.0)          | 82.5               | 89.6               | -7.1               | 西5位              | 9位      | ヘルナンド・プラネルズ | 新規参入                  |
| 2008-09 | 41                 | 11                 | .788               | -                  | 84.5               | 77.7               | +6.8               | 西1位              | 優勝     | 桶谷大                 |                           |
| 2009-10 | 33                 | 19                 | .635               | 1.0                | 78.8               | 73.3               | +5.5               | 西2位              | 3位      | 桶谷大                 |                           |
| 2010-11 | 34                 | 16                 | .680               | -                  | 85.3               | 79.0               | +6.3               | 西1位              | 準優勝   | 桶谷大                 |                           |
| 2011-12 | 39                 | 13                 | .750               | -                  | 82.9               | 73.8               | +9.1               | 西1位              | 優勝     | 桶谷大                 |                           |
| 2012-13 | 42                 | 10                 | .808               | -                  | 82.8               | 69.4               | +13.4              | 西1位              | 5位      | 遠山向人               | プレイオフ 地区準決勝敗退 |
| 2013-14 | 43                 | 9                  | .827               | -                  | 77.6               | 68.4               | +9.2               | 西1位              | 優勝     | 伊佐勉                 | リーグ最高勝利数記録更新  |
| 2014-15 | 42                 | 10                 | .808               | 2.0                | 80.9               | 67.5               | +13.4              | 西2位              | 5位      | 伊佐勉                 | プレイオフ 地区準決勝敗退 |
| 2015-16 | 40                 | 12                 | .769               | 1.0                | 86.2               | 74.8               | +11.4              | 西2位              | 優勝     | 伊佐勉                 |                           |

ゲーム差は( )外は1位、( )内はプレイオフ圏との差をそれぞれ表している。

### タイトル・表彰
最優秀コーチ
- 2007-08 桶谷大
- 2013-14 伊佐勉

レギュラーシーズン最優秀選手
- 2008-09 ジェフ・ニュートン
- 2012-13 アンソニー・マクヘンリー

プレイオフ最優秀選手
- 2008-09 ジェフ・ニュートン
- 2011-12 アンソニー・マクヘンリー
- 2013-14 岸本隆一

ベスト5
- 2007-08 澤岻直人
- 2009-10 澤岻直人、ジェフ・ニュートン
- 2010-11 アンソニー・マクヘンリー
- 2012-13 並里成、アンソニー・マクヘンリー
- 2013-14 アンソニー・マクヘンリー

MIP
- 2008-09 金城茂之

コミッショナー特別賞
- 2008-09 アンソニー・マクヘンリー

アシスト
- 2007-08 澤岻直人

3Pシュート成功率
- 2011-12 デイビッド・パルマー

ベストブースター
- 2008-09
- 2011-12

新人賞
- 2013-14 岸本隆一

### 主な記録

#### 観客動員記録
| 部       | 年度    | 試合数 | 合計 | 平均   | 最大 | 最小 | 試合会場 | 備考         |
| -------- | ------- | ------ | ---- | ------ | ---- | ---- | -------- | ------------ |
| bjリーグ | 2007-08 | 22     | 人   | 人     | 人   | 人   | 4        | bjリーグ参入 |
| bjリーグ | 2008-09 | 28     | 人   | 人     | 人   | 人   | 6        |              |
| bjリーグ | 2009-10 | 26     | 人   | 人     | 人   | 人   | 5        |              |
| bjリーグ | 2010-11 | 26     | 人   | 人     | 人   | 人   | 6        |              |
| bjリーグ | 2011-12 | 26     | 人   | 2741人 | 人   | 人   | 6        |              |

| 年度     | 自治体   | アリーナ                   | 座席数   | ホームゲーム観客数 | ホームゲーム観客数 | ホームゲーム観客数 | ホームゲーム観客数 | ホームゲーム観客数 |
| 年度     | 自治体   | アリーナ                   | 座席数   | 試合数             | 合計               | 平均               | 最大               | 最小               |
| -------- | -------- | -------------------------- | -------- | ------------------ | ------------------ | ------------------ | ------------------ | ------------------ |
| 2007-08  | 那覇市   | 市民体育館                 | 5,000席  | 14                 | 人                 | 人                 | 人                 | 人                 |
| 2007-08  | 宜野湾市 | 沖縄コンベンションセンター | 4,120席  | 4                  | 人                 | 人                 | 人                 | 人                 |
| 2007-08  | 宜野湾市 | 市立体育館                 | 1,500席  | 2                  | 人                 | 人                 | 人                 | 人                 |
| 2007-08  | 名護市   | 21世紀の森体育館           | 席       | 2                  | 人                 | 人                 | 人                 | 人                 |
| ホーム計 | ホーム計 | ホーム計                   | ホーム計 | 22                 | 人                 | 人                 | 人                 | 人                 |
| 2008-09  | 那覇市   | 市民体育館                 | 5,000席  | 14                 | 人                 | 人                 | 人                 | 人                 |
| 2008-09  | 沖縄市   | 県総合運動公園体育館       | 席       | 2                  | 人                 | 人                 | 人                 | 人                 |
| 2008-09  | 宜野湾市 | 沖縄コンベンションセンター | 4,120席  | 2                  | 人                 | 人                 | 人                 | 人                 |
| 2008-09  | 宜野湾市 | 市立体育館                 | 1,500席  | 6                  | 人                 | 人                 | 人                 | 人                 |
| 2008-09  | 名護市   | 21世紀の森体育館           | 席       | 2                  | 人                 | 人                 | 人                 | 人                 |
| 2008-09  | うるま市 | 具志川総合体育館           | 席       | 2                  | 人                 | 人                 | 人                 | 人                 |
| ホーム計 | ホーム計 | ホーム計                   | ホーム計 | 28                 | 人                 | 人                 | 人                 | 人                 |
| 2009-10  | 那覇市   | 市民体育館                 | 5,000席  | 8                  | 人                 | 人                 | 人                 | 人                 |
| 2009-10  | 宜野湾市 | 沖縄コンベンションセンター | 4,120席  | 10                 | 人                 | 人                 | 人                 | 人                 |
| 2009-10  | 宜野湾市 | 市立体育館                 | 1,500席  | 2                  | 人                 | 人                 | 人                 | 人                 |
| 2009-10  | 名護市   | 21世紀の森体育館           | 席       | 2                  | 人                 | 人                 | 人                 | 人                 |
| 2009-10  | うるま市 | 具志川総合体育館           | 席       | 4                  | 人                 | 人                 | 人                 | 人                 |
| ホーム計 | ホーム計 | ホーム計                   | ホーム計 | 26                 | 人                 | 人                 | 人                 | 人                 |
| 2010-11  | 那覇市   | 市民体育館                 | 5,000席  | 10                 | 人                 | 人                 | 人                 | 人                 |
| 2010-11  | 沖縄市   | 県総合運動公園体育館       | 席       | 2                  | 人                 | 人                 | 人                 | 人                 |
| 2010-11  | 沖縄市   | 市体育館                   | 席       | 4                  | 人                 | 人                 | 人                 | 人                 |
| 2010-11  | 宜野湾市 | 沖縄コンベンションセンター | 4,120席  | 2                  | 人                 | 人                 | 人                 | 人                 |
| 2010-11  | 宜野湾市 | 市立体育館                 | 1,500席  | 6                  | 人                 | 人                 | 人                 | 人                 |
| 2010-11  | うるま市 | 具志川総合体育館           | 席       | 2                  | 人                 | 人                 | 人                 | 人                 |
| ホーム計 | ホーム計 | ホーム計                   | ホーム計 | 26                 | 人                 | 人                 | 人                 | 人                 |
| 2011-12  | 那覇市   | 市民体育館                 | 5,000席  | 8                  | 人                 | 人                 | 人                 | 人                 |
| 2011-12  | 沖縄市   | 市体育館                   | 席       | 6                  | 人                 | 人                 | 人                 | 人                 |
| 2011-12  | 宜野湾市 | 沖縄コンベンションセンター | 4,120席  | 2                  | 人                 | 人                 | 人                 | 人                 |
| 2011-12  | 宜野湾市 | 市立体育館                 | 1,500席  | 6                  | 人                 | 人                 | 人                 | 人                 |
| 2011-12  | 名護市   | 21世紀の森体育館           | 席       | 2                  | 人                 | 人                 | 人                 | 人                 |
| 2011-12  | 石垣市   | 総合体育館                 | 席       | 2                  | 人                 | 人                 | 人                 | 人                 |
| ホーム計 | ホーム計 | ホーム計                   | ホーム計 | 26                 | 人                 | 人                 | 人                 | 人                 |